# 太常寺
太常寺是中國古代掌管宗廟祭祀的機構。

## 北齊
北齊始以太常寺為太常機構之稱。

## 隋
隋、唐以後因之，為卿寺之一。

## 唐代
唐代太常寺下機構甚多，有郊社、太廟、諸陵、太樂、鼓吹、太醫、太卜、廩犧八個署。

### 屬官
太常寺設官，都是屬於士人會擔任的清要官。
- 卿，一人。正三品。為太常寺的長官，掌禮樂郊廟社稷之事及管理太常寺下各署。
- 少卿，二人。正四品上。太常寺的副長官，輔佐太常寺卿。
- 丞，二人。
- 博士，四人。
- 太祝，六人。
- 奉禮郎，二人。
- 協律郎，二人。

#### 所轄機構署官
- 兩京郊社署令，從七品下。
- 太樂署令，從七品下。
- 鼓吹署令，從七品下。
- 太醫署令，從七品下。
- 太卜署令，從七品下。
- 廩犧署令，正八品上。

## 宋代
由于六部九寺的职权都被瓜分，太常寺也不例外，其职权属于另外的太常礼院。因此太常寺成为闲职，仅管辖社稷二坛、武成五庙、京城的教坊。

## 明代
- 1367年，朱元璋設置太常司，設卿，少卿，丞，典簿、協律郎、博士，贊禮郎。
- 1368年，設置各祠祭署，設置署令、署丞。
- 1380年，重新確定協律郎等官品級。
- 1391年，改各署令為奉祀，署丞為祀丞。
- 1397年，改司為寺，名為太常寺，官制仍舊。
- 1399年─1402年，建文年間，增設贊禮郎二人，太祝一人。
- 1403年，祇改天壇為天地壇，其餘的都恢復洪武年間(1368年─1398年)舊制。
- 1425年，設置犧牲所，吏目掌管公文。明世宗整頓端正祭祀典制，分天地壇為天壇、地壇，山川壇、藉田祀祭署為神祇，大祀殿為祈穀殿，增設朝日壇、夕月壇，各設祠祭署。又增設協律郎、贊禮郎、司樂等官員。
- 1576年，改神祇壇為先農壇。

### 屬官
- 卿，1人，正三品，
- 少卿，2人，正四品，
- 寺丞，2人，正六品。
- 典簿廳，典簿，2人。正七品，
- 博士，2人，正七品，
- 協律郎，2人，正八品，嘉靖年間增加至5人。
- 贊禮郎，9人，正九品，嘉靖年間增加至23人，後來革除2人。
- 司樂，20人，從九品，嘉靖年間增加至39人，後來革除2人。
- 天壇、地壇、朝日壇、夕月壇、先農壇、帝王廟、祈穀殿、長陵、獻陵、景陵、裕陵、茂陵、泰陵、顯陵、康陵、永陵、昭陵各祠祭署。都設奉祀，各1人，從七品。
- 祀丞，2人，從八品。
- 犧牲所，吏目1人，從九品。

## 清代
清初便設置有太常寺，隸屬於禮部，順治十六年（1659年）原由禮部掌管的祭祀事宜改由太常寺負責:859。之後康熙二年（1663年）時寺事又歸禮部，康熙十年（1671年）時又改回來:860。
雍正元年（1723年），特簡大臣綜理寺事，後來到了乾隆十四年，規定禮部滿尚書兼管太常職銜，永為成式:860。
光緒二十四年（1898年）太常寺裁併禮部，不久又恢復，但到了光緒三十二年（1906年）時又再次裁併:860。

## 腳註
1. 1 2 3 4  姜文奎. . 臺北市: 國立編譯館. 1987年.

## 延伸阅读
[在维基数据编辑]
 《欽定古今圖書集成·明倫彙編·官常典·太常寺部》，出自陈梦雷《古今圖書集成》